# Convoi russe de Kiev

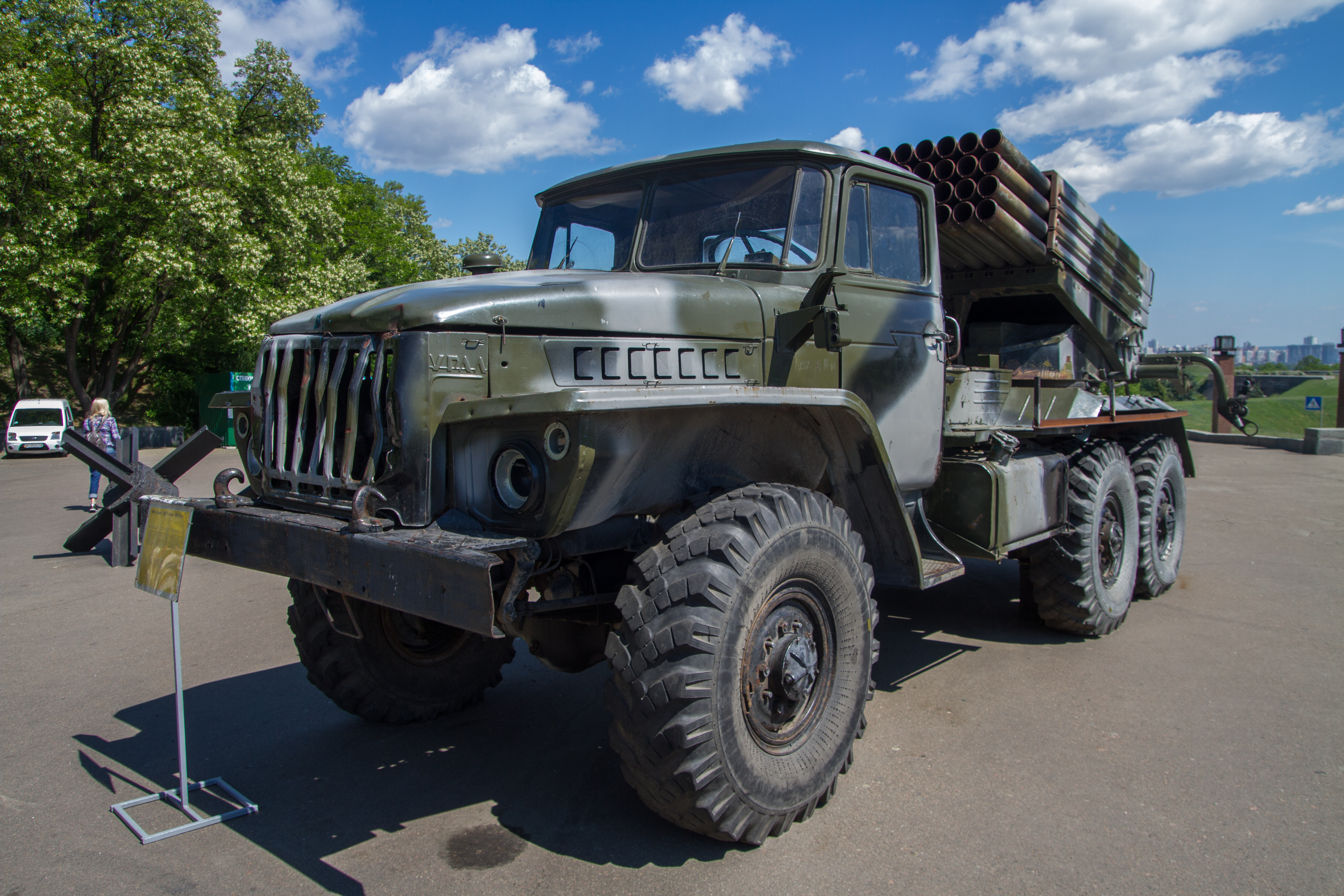
Un lance-roquettes multiple russe capturé par les forces ukrainiennes en 2014, huit ans avant la formation du convoi.

Le convoi russe de Kiev est une grande colonne de véhicules militaires russes qui s'étendait sur 64 kilomètres, déployée au cours l'invasion russe de l'Ukraine en 2022. Menaçant la capitale ukrainienne Kiev, la colonne s'arrête ensuite pour des raisons inconnues. Le grand nombre de soldats et de véhicules rencontre vraisemblablement des problèmes de pénurie de carburant et d'approvisionnement et est retardé par les attaques de l'armée ukrainienne,.
Le 2 avril 2022, l'ensemble de l'oblast de Kiev, où la colonne était déployée, est déclaré exempt d'envahisseurs par le ministère ukrainien de la Défense, après le repli des troupes russes de la zone. Trois jours avant, le département américain de la Défense déclare que le convoi n'avait « jamais vraiment accompli sa mission ». Certains constatent la lenteur et la formation militaire apparemment désorganisée comme représentatives des problèmes que la Russie rencontre dans cette guerre en général.

## Contexte
La Russie espère prendre rapidement Kiev et renverser le gouvernement ukrainien, permettant ainsi l'installation d'un gouvernement pro-russe,. Une grande force militaire, positionnée en Biélorussie avant l'offensive, traverse la frontière et envahit le nord de l'Ukraine, tandis que d'autres forces attaquent depuis le Donbass, Louhansk et la Crimée au sud.

## Observations

### Mouvements
Le convoi de Kiev est repéré pour la première fois sur des images satellites le lundi 28 février 2022. La colonne de véhicules traverse l'Ukraine depuis la Biélorussie et se déplace vers le sud via Prybirsk, puis Ivankiv. Le convoi se dirige apparemment vers la capitale de l'Ukraine, dans le cadre de la préparation de la bataille projetée de Kiev, vraisemblablement dans le but d'assiéger la capitale. Cependant, selon une mise à jour des renseignements du 7 mars 2022 du ministère britannique de la Défense, « le corps principal de la grande colonne russe avançant sur Kiev reste à plus de 30 km du centre de la ville, ayant été retardé par une résistance ukrainienne acharnée, des pannes mécaniques et des embouteillages ». Selon Time, au 1er mars, la colonne stationne à 25 kilomètres du centre de la ville, arrêtée par un obstacle naturel, le Dniepr, dont les ponts ont été coupés.

### Composition et taille
Le 2 mars, on estime que le convoi contient jusqu'à 15 000 soldats. La formation elle-même est composée d'une variété de véhicules militaires, dont les images satellite montrent des véhicules garés à trois de front sur des sections plus larges de la route. Le convoi est remarqué pour sa taille, s'étendant sur environ 65 kilomètres. Des photos satellites du convoi indiquent que la colonne est composée de camions de ravitaillement russes, de troupes, d'armes et d'artillerie. Reuters révise quant à lui la taille du convoi, l'estimant plus grand que prévu, citant également une valeur de 64 kilomètres de long. The Independent parle également d'un convoi de 64 kilomètres de long au 1er mars, augmentant son estimation initiale de 27 kilomètres.

### Couverture aérienne
Le convoi est protégé par des systèmes anti-aériens mobiles. On ne sait pas dans quelle mesure ils sont efficaces, car ailleurs, les drones ukrainiens Bayraktar TB2 réussissent à attaquer et à « détruire trois systèmes de missiles [russes] SAM et quatre pièces d'artillerie de 152 mm, ainsi que plus de 10 camions et plusieurs chars » au 1er mars,. L'efficacité des drones TB2 de fabrication turque est en partie attribuée à l'échec russe d'atteindre la suprématie aérienne dans la phase d'ouverture de la guerre , ainsi qu'à la mauvaise coordination et communications russes. Les commandants ukrainiens ont donc envisagé de les utiliser contre le convoi, mais face aux  nombre de drones TB2 déployables, peu de militaires étaient formés pour les faire fonctionner efficacement, et les forces russes pourraient être en mesure de les suivre et de les abattre grâce à leurs signaux GPS. De plus, le 3 mars, le chercheur en aviation Justin Bronk déclare que les forces russes semblent avoir avancé davantage de systèmes de défense aérienne, y compris autour de la colonne. Selon lui, le convoi s’avère être « une cible très difficile pour l'armée de l'air ukrainienne », car il est à portée des systèmes de missiles S-400 stationnés le long de la frontière entre la Biélorussie et l'Ukraine, excluant la quasi-totalité des attaques d'avions conventionnels sur le convoi (sauf peut-être des vols à très basse altitude ou des opérations de ciblage visuel).

## Paralysie

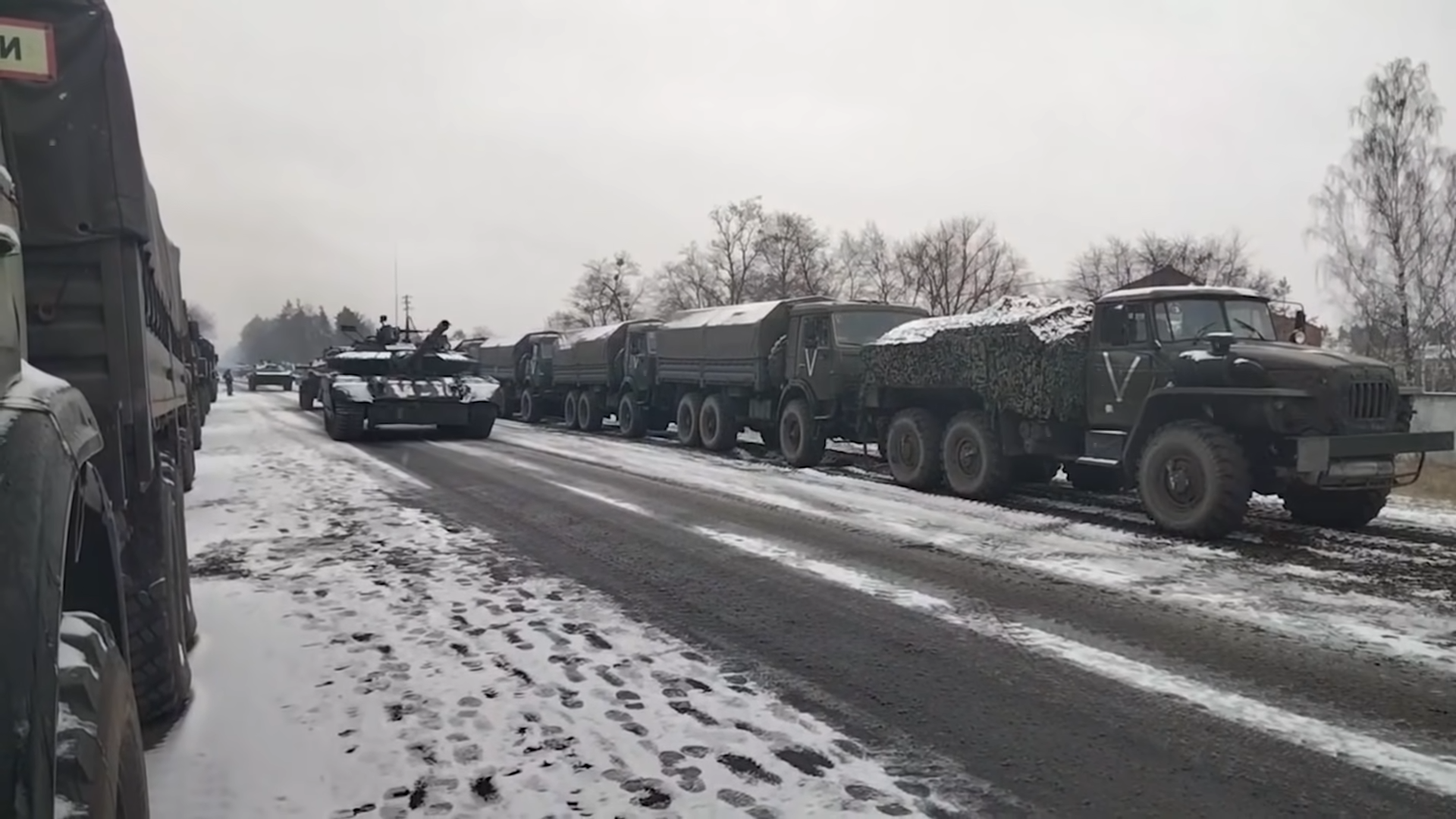
Une colonne militaire russe dans la région de Kiev, 7 mars 2022.

Le convoi s'arrête 8 jours après le début de la guerre, à environ 30 kilomètres du centre de la ville de Kiev. Au 7 mars 2022, selon des responsables américains de la défense, la colonne ne bouge plus depuis quelques jours.
Plusieurs facteurs amènent à l'arrêt du convoi. Dans l'ensemble, le ministère britannique de la Défense note qu'au 7 mars, celui-ci est « retardé par une résistance ukrainienne acharnée, des pannes mécaniques et des embouteillages ».
- Pénuries de carburant et de ravitaillement. De nombreux commentateurs théorisent que le convoi est bloqué en raison de pénuries de carburant et de nourriture[2]. Plus largement dans la logistique russe, les problèmes de carburant et d'approvisionnement apparaissent, les camions et les véhicules tombant à court de carburant, ce qui conduit à leur abandon. Dans certains cas, des soldats russes demandent aux Ukrainiens locaux du carburant pour leurs véhicules[21],[1].

- Météo, obstacle naturel, terrain hostile et embouteillages. Les véhicules s'embourbent et provoquent des embouteillages[15]. De nombreuses preuves montrent que les véhicules russes sont incapables de se déplacer sur des terrains boueux ou marécageux. Dans ce cas, le terrain ne semble pas avoir gelé en raison d'un hiver doux de cette année. Les médias sociaux publient de nombreuses images de véhicules lourds à chenilles que les soldats russes ont abandonnés après avoir été piégés dans la boue[22]. Ce problème s'avère particulièrement notable dans le nord de l'Ukraine, aggravé par la raspoutitsa, le dégel saisonnier au printemps, qui s'installe dans davantage de régions[22]. De plus, un obstacle naturel, le Dniepr, s'avère particulièrement difficile à franchir car les principaux point de passages ont été détruits par les forces ukrainiennes à l'explosif[13].
- Attaques ukrainiennes. Peu d'informations circulent à ce sujet. Des suggestions circulent quant à l'attaque de la colonne soit par l'artillerie, par des drones de fabrication turque, ou des embuscades au sol[5],[1],[2].
- Pneus et entretien. Un mauvais entretien des véhicules et des pneus bon marché aurait entraîné des pannes après de longues périodes d'inactivité[21],[1],[23]. Trent Telenko, ancien spécialiste du personnel du Pentagone et écrivain d'histoire militaire, et Karl Ruth, conseiller gouvernemental et économiste, soutiennent tous deux cette théorie[24].
- Attente. D'autres commentateurs émettent l'hypothèse que le convoi attend simplement de mettre en place une base d'opérations avancée[25],[26].
- Mauvaise planification et désorganisation globales. Janes Information Services émet l'hypothèse que le manque de préparation global de la Russie à l'invasion de l'Ukraine, lié au fait que le pays n'a mené aucune opération militaire de cette envergure depuis la Seconde Guerre mondiale, a entraîné des problèmes de communication majeurs. Différentes unités ne sont pas en mesure de collaborer ensemble, et le décrochage et la désorganisation apparente de la colonne blindée de Kiev en sont le résultat[27].

## Analyse stratégique
Les commentaires traitant de la colonne peu après son apparition supposent qu'il s'agit d'une force effectuant une percée vers le centre de l'Ukraine jusqu'à Kiev, puis encerclera la ville en mettant en place un siège.
Le 3 mars 2022, CNN cite l'ancien expert finlandais du renseignement de défense Martti Kari qui estime que, stratégiquement, la colonne au point mort présente deux menaces principales pour la campagne en cours. Tout d'abord, maintenant bloquée, elle s'avère être une cible facile face à de potentielles attaques pouvant causer sa destruction. Deuxièmement, si la situation empire pour les forces qui la composent, cela mettrait en cause des problèmes de moral au sein de la totalité des troupes russes déployés.
Certaines sources indiquent que les troupes du convoi contiennent de nombreux camions de ravitaillement, et que les soldats du convoi ont survécu en mangeant les fournitures dans les camions, que le convoi avait l'intention de livrer à d'autres unités. Certains constatent la lenteur, la formation militaire apparemment désorganisée et ses problèmes logistiques comme représentatives des problèmes que la Russie rencontre dans cette guerre en général.
La colonne peut faire partie d'un siège planifié de Kiev, avec les véhicules et les troupes se déployant pour prendre leurs positions, ou il peut s'agir d'un convoi de ravitaillement pour reconstituer la nourriture et les munitions aux troupes déjà engagées dans la zone, ou l'objectif peut avoir été de mettre en place une base d'opérations avancée pour des attaques contre Kiev,.

## Engagements ukrainiens
L'ABC rapporte le 3 mars que des attaques au sol avec des armes antichars ont détruit de nombreux véhicules. Les forces d'attaque auraient délibérément attaqué le début de la colonne, y détruisant des véhicules. Engendrant un barrage routier, les véhicules n'ont pas pu continuer, entraînant le blocage de la totalité du convoi qui ne peut plus se rapprocher de Kiev. Le 11 mars, selon un haut responsable américain de la défense, les forces ukrainiennes lancent plusieurs attaques contre le convoi avec des tirs au sol, comme des missiles antichar FGM-148 Javelin tirés à l'épaule livrés par des pays occidentaux. Les attaques stratégiques ont contribué au blocage du convoi, les éléments détruits « créant essentiellement un barrage routier et des embouteillages », empêchant de poursuivre leur objectif principal. Les unités ukrainiennes opérant à Kiev ont mis en place divers obstacles et barrages routiers sur son chemin prévu, notamment en utilisant « le stationnement des tramways, des bus et des véhicules imposants ».
Des tireurs d'élite ukrainiens engagent des troupes depuis leur position et infligent des pertes parmi les Russes. Le 3 mars, le général de division Andreï Soukhovetski, commandant adjoint de la 41e armée du district militaire central, est tué par un sniper ukrainien alors qu'il rencontrait les troupes stationnées sur le front du convoi militaire au nord-ouest de Kiev. Il est, à ce moment-là, le plus haut responsable russe tué lors de l'invasion ukrainienne.

## Redéploiement et retraite
Le 11 mars 2022, certains éléments sont détachés du convoi et déployés dans des positions de tir. Alors que le gros du convoi demeure arrêté sur la route, certaines parties, dont l'artillerie, quittent la colonne principale, et commencent à prendre position près de Hostomel. Certaines parties du convoi prennent position à Loubianka et dans les forêts voisines. Le département américain de la Défense, résumant globalement l'absence de progrès des forces russes, déclare le 16 mars que le convoi russe au nord de Kiev était toujours bloqué sur place et n'avait pas progressé.
À la suite du redéploiement d'une partie de la colonne, d'un retrait des forces russes et d'attaques contre les forces de la région par l'armée ukrainienne, le Pentagone déclare ne pas avoir d'information sur l’existence du convoi en avril 2022. L'opération russe aurait échoué dans son objectif.
Le 2 avril 2022, l'ensemble de l'oblast de Kiev, où la colonne militaire était déployée, est déclaré libéré des envahisseurs par le ministère ukrainien de la Défense, après le repli des troupes russes de la zone.